# Ашкаренко, Григорий Андреевич
Григорий Андреевич Ашкаренко (1856—1922) — актёр, антрепренёр, драматург. Организатор российско-украинской профессиональной труппы, руководил любительским театром в Кременчуге.

## Биография
Григорий Ашкаренко родился в 1856 году в Кременчуге на Днепре. В 1880 году он основал первую профессиональную драматическую труппу в Кременчуге (и одну из первых на украинских землях).
В труппе Григория Ашкаренко работали известные актёры того времени: Николай Садовский, Марк Кропивницкий. В 1880—1881 годах труппа давала спектакли в Кременчуге (в частности арендовала Екатерининский театр), в 1882 году — в Харькове и Киеве (Театр Бергонье); выступления имели постоянный успех. Таким образом, в 1880—1890 годах театральный коллектив из Кременчуга гастролировал как в Полтавской губернии, так и в других городах и сёлах украинских земель. Труппа одна из первых на левобережье в 1881 году начала ставить украинские пьесы после Эмсского указа, автором их был сам кременчужанин Григорий Ашкаренко. На свои и заимствованные сюжеты он написал пьесы «Конотопская ведьма» (1889 год), «Царицыны ботиночки, или кровавые поминки» и «Родная мать хуже мачехи» (обе пьесы 1891 года), в 1896 году — пьесу «Оказии с сотником Яремой», а в 1897 году — пьесу «Маруся». Драму с песнями, хорами и танцами «Кого судить?» Ашкаренко поставил вместе со своим коллегой Иваном Тогобочниым. Перевёл с чешского либретто оперы Бедржиха Сметаны «Проданная невеста» (автор либретто — чешский писатель К. Сабина). В 1892 году Ашкаренко был актёром в труппе Г. Деркача.
В 1908 году Ашкаренко в киевском журнале «Родной край» опубликовал «Воспоминания о первой украинской труппе». Одним из основателей этого журнала был украинский писатель, тесно связанный своей жизнью и творчеством с Полтавщиной, Афанасий Яковлевич Рудченко, который публиковал под украинизированным псевдонимом Панас Мирный.
Умер Григорий Андреевич Ашкаренко 23 марта 1922 года в селе Песочин (Харьковская губерния).